# 폰 커넥터
- 2.5 mm 모노 (TS)
- 3.5 mm 모노 (TS)
- 3.5 mm 스테레오 (TRS)
- 6.35 mm (1⁄4 인치) (TRS)

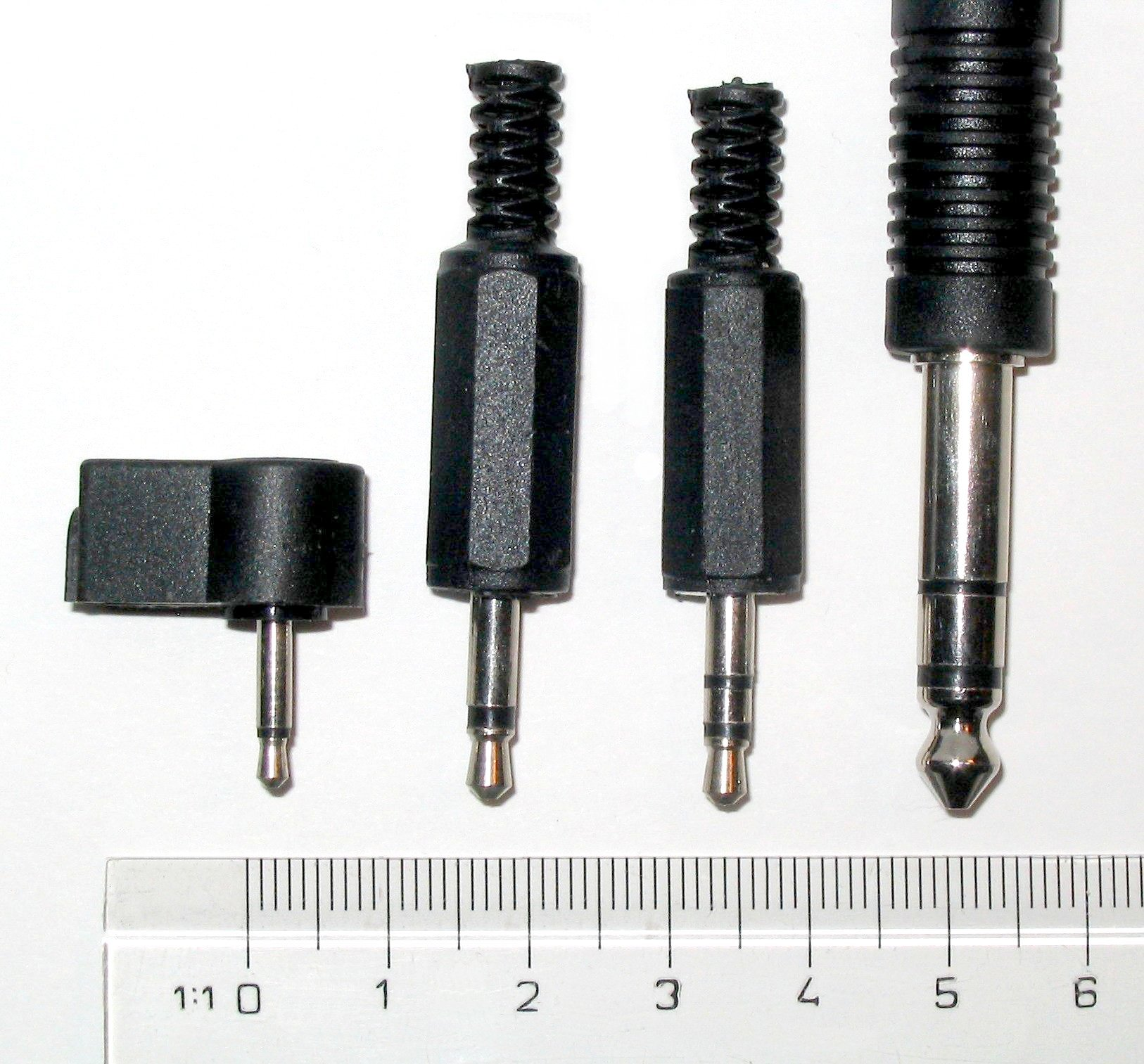
폰 커넥터:
- 2.5 mm 모노 (TS)
- 3.5 mm 모노 (TS)
- 3.5 mm 스테레오 (TRS)
- 6.35 mm (1/4 인치) (TRS)

폰 커넥터(phone connector)는 아날로그 신호, 특히 오디오에 흔히 쓰이는 전기적 단자의 총체적인 계열이다. 폰 잭(phone jack), 오디오 잭(audio jack), 헤드폰 잭(headphone jack), 잭 플러그(jack plug)라고도 한다.
모양은 원통형에, 일반적으로 2개, 3개, 4개, 최근에는 5개의 접점을 갖추고 있다. 3접점 버전은 TRS 단자로 부르며, T는 팁(tip), R은 링(ring), S는 슬리브(sleeve)를 뜻한다. 이와 비슷하게, 2, 4, 5접점 버전은 TS, TRRS, TRRRS 단자로 각각 부른다.
폰 커넥터는 19세기에 전화 교환대에서 사용할 목적으로 발명되었으며 오늘날에도 널리 사용되고 있다. 원래 구성에서 슬리브 도체의 바깥 지름은 1/4 인치(6.35 밀리미터)이다. 미니 단자는 지름이 3.5 mm (0.14 in)이며, 서브미니 단자는 지름이 2.5 mm (0.098 in)이다.

## PDA와 휴대전화

### TRRS 표준
| 표준            | 팁          | 링 1          | 링 2          | 슬리브        |
| --------------- | ----------- | ------------- | ------------- | ------------- |
| OMTP            | 왼쪽 오디오 | 오른쪽 오디오 | 마이크로폰    | 접지          |
| CTIA / AHJ      | 왼쪽 오디오 | 오른쪽 오디오 | 접지          | 마이크로폰    |
| CTIA-스타일 AV  | 왼쪽 오디오 | 오른쪽 오디오 | 접지          | CVBS 비디오   |
| 비디오/오디오 1 | 왼쪽 오디오 | CVBS 비디오   | 접지          | 오른쪽 오디오 |
| 비디오/오디오 2 | CVBS 비디오 | 왼쪽 오디오   | 오른쪽 오디오 | 접지          |
| 비디오/오디오 3 | CVBS 비디오 | 왼쪽 오디오   | 접지          | 오른쪽 오디오 |

## 디자인
|        | 언밸런스 모노 입출력  | 언밸런스 모노 삽입       | 밸런스 모노 입출력 | 언밸런스 스테레오 |
| ------ | --------------------- | ------------------------ | ------------------ | ----------------- |
| 팁     | 신호                  | 신호를 보내거나 반환한다 | 포지티브/핫        | 왼쪽 채널         |
| 링     | 접지 또는 "연결 없음" | 신호를 반환하거나 보낸다 | 네거티브/콜드      | 오른쪽 채널       |
| 슬리브 | 접지                  | 접지                     | 접지               | 접지              |